# Рибница-на-Похорю
Рибница-на-Похорю (словен. Ribnica na Pohorju) — поселение и община в северной части Словении, в исторической области Нижняя Штирия, входит также в состав статистического региона Корошка. Население всей общины по данным переписи 2002 года — 1 254 человека.
Рибница-на-Похорю лежит на холмах Похорье к западу от Марибора.
Приходская церковь в Рибнице-на-Похорю посвящена святому Варфоломею и относится к архиепархии Марибора. Впервые она упоминается в письменных источниках в 1356 году. Современное здание церкви датируется 1740 годом. Вторая церковь возле главного кладбища поселения воздвигнута в честь святого Леонарда и была построена в XV веке с дополнениями в XVIII веке.